# Reiko Fujita
Reiko Fujita, född 2 juli 1972, är en japansk bågskytt. Hon deltog vid olympiska sommarspelen 1992.